# Церковь Илии Пророка (Суздаль)
Церковь Илии Пророка на Ивановой горе, или Ильинская церковь — приходской храм Суздальского благочиния Владимирской епархии Русской православной церкви в Суздале в излучине реки Каменки, расположенный напротив Суздальского кремля. Построен в 1744 году.
Каменная Ильинская церковь была возведена в 1744 году на месте деревянной, перенесённой с западной стороны посада (от Входо-Иерусалимской церкви) по приказу митрополита Суздальского Илариона. Храм стоит на краю Ильинского луга, там, где прежде находилась архиерейская слобода.
В XVIII веке рядом с Ильинской церковью располагался и небольшой зимний храм — церковь Иоанна Богослова (его можно видеть на фотографии Сергея Прокудина-Горского 1912 года). В первые годы советской власти церковь Иоанна Богослова, а также трапезная и колокольня Ильинской церкви были разрушены.
Проект восстановления храма был разработан в 1970-х годах, но реализовать его удалось только в начале XXI века: колокольня и трапезная были полностью восстановлены в 2010 году.
Бесстолпная одноглавая Ильинская церковь является примером посадского храма первой половины XVIII века. Её основной объём представляет собой Восьмерик на четверике и увенчан луковичной главкой.

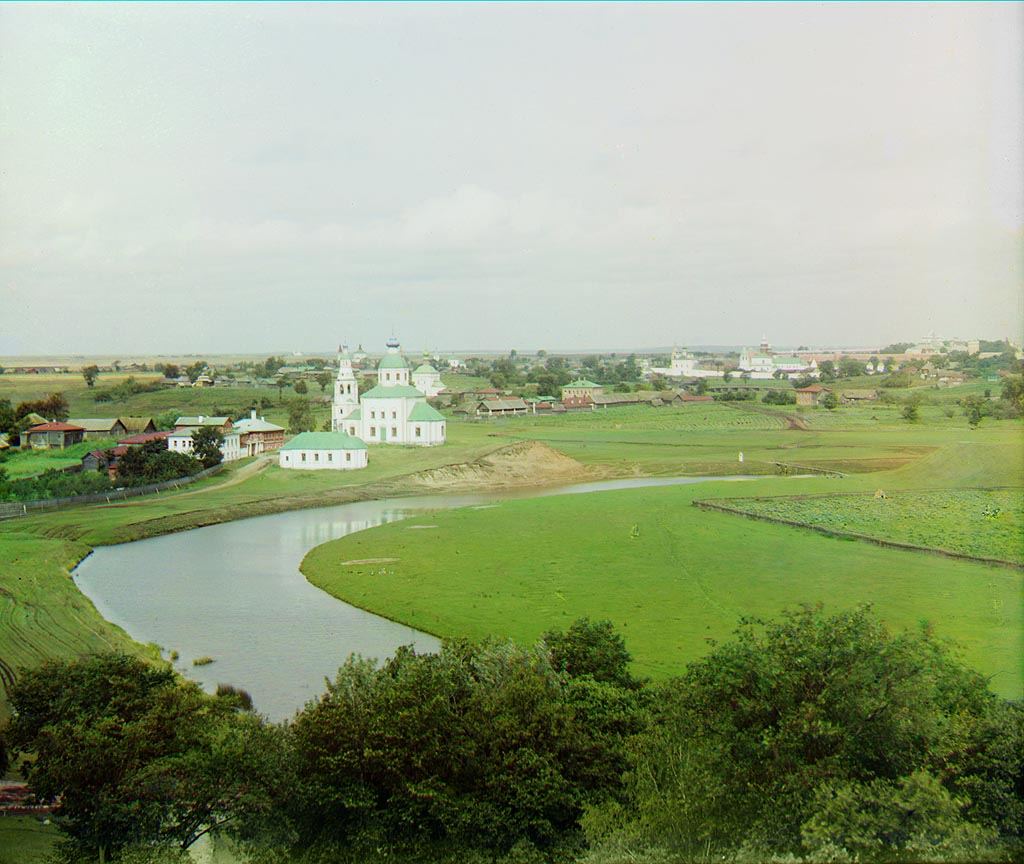
Ильинская церковь и Церковь Иоанна Богослова (не сохр.) в 1912 году (фото Сергея Прокудина-Горского)
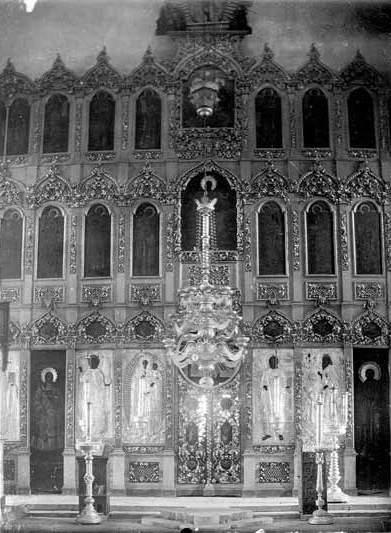
Иконостас. 1900-е годы
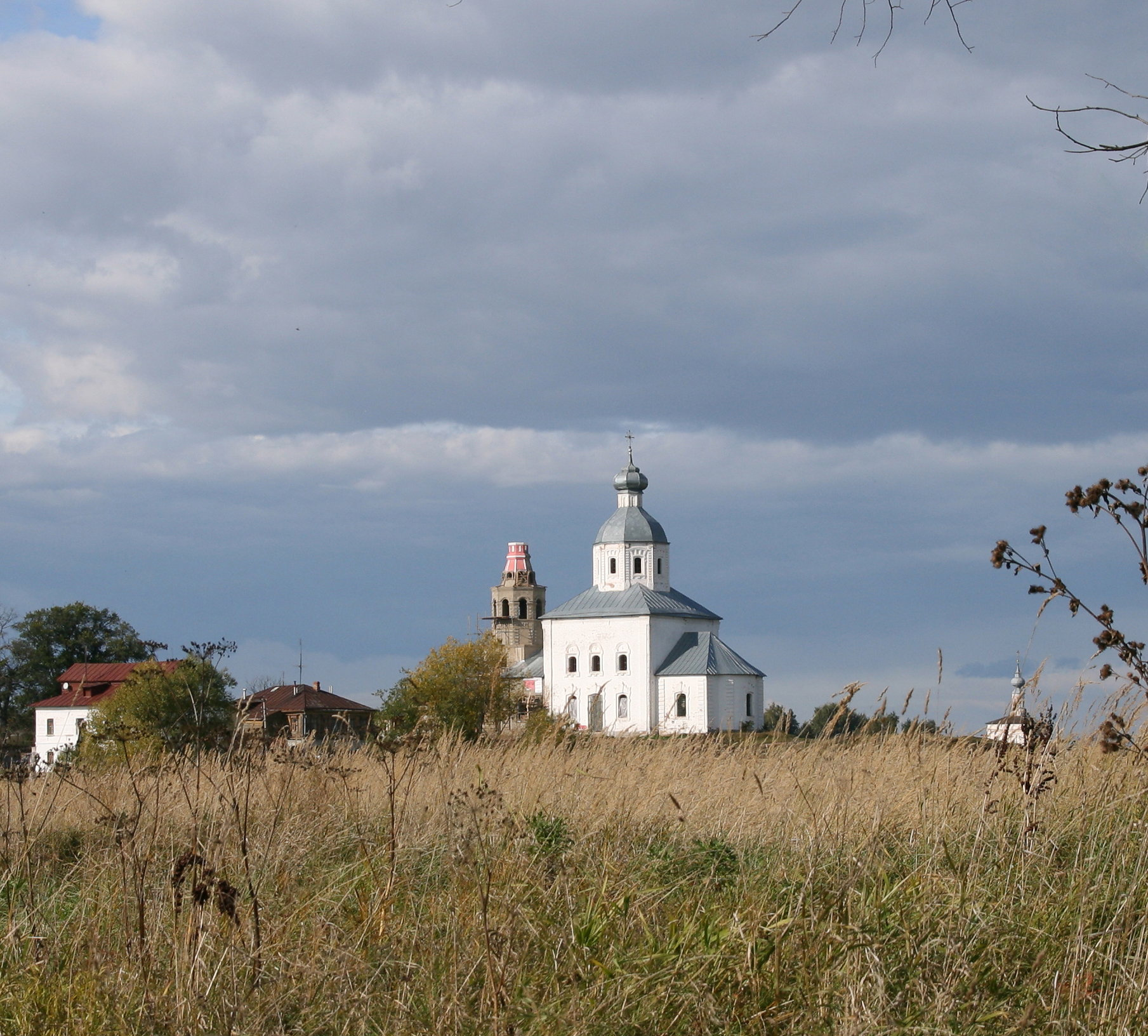
Ильинская церковь в процессе реставрации в 2009 году
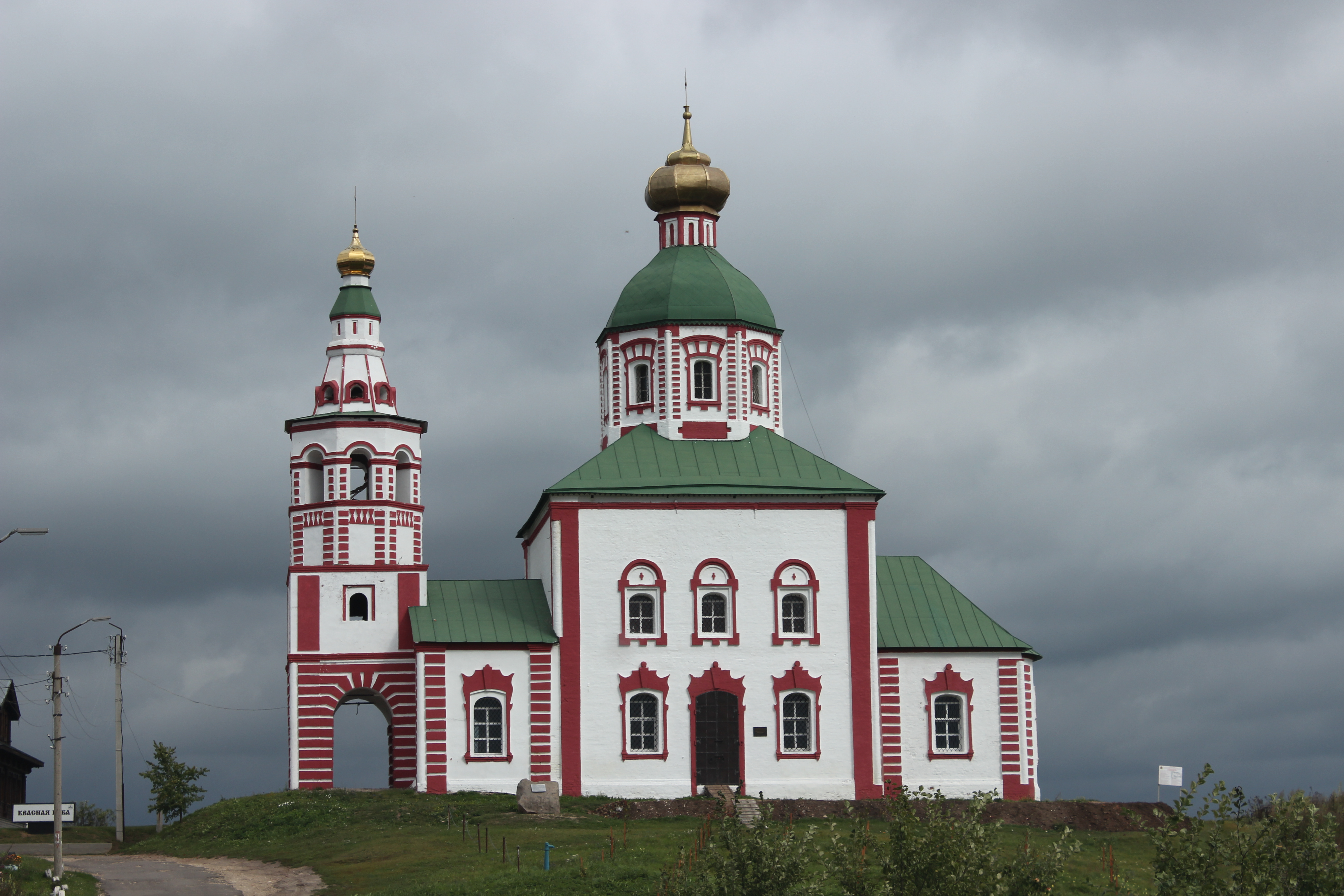
Ильинская церковь после реставрации в 2015 году